# Thienemannia gracilis
Thienemannia gracilis är en tvåvingeart som beskrevs av Jean-Jacques Kieffer 1909. Thienemannia gracilis ingår i släktet Thienemannia och familjen fjädermyggor. Arten är reproducerande i Sverige. Inga underarter finns listade i Catalogue of Life.